# Highland Haven
Highland Haven é uma cidade localizada no estado norte-americano do Texas, no Condado de Burnet.

## Demografia
Segundo o censo norte-americano de 2000, a sua população era de 450 habitantes.
Em 2006, foi estimada uma população de 515, um aumento de 65 (14.4%).

## Geografia
De acordo com o United States Census Bureau tem uma área de
1,4 km², dos quais 1,1 km² cobertos por terra e 0,3 km² cobertos por água.

## Localidades na vizinhança
O diagrama seguinte representa as localidades num raio de 12 km ao redor de Highland Haven.